# Neckarsulmer-Pipe 35/50 HP e 32/45 HP
La Neckarsulmer-Pipe 35/50 HP (o NSU-Pipe 35/50 HP, o NSU-Pipe 35/50 PS) è un'autovettura di lusso prodotta tra il 1905 ed il 1908 dalla Neckarsulmer Fahrradwerke AG, la Casa automobilistica tedesca che in seguito sarebbe divenuta nota come NSU. Questo fu il primo modello prodotto con tale marchio. A partire dal 1906, in seguito a una nuova normativa fiscale introdotta in Germania, la vettura fu ribattezzata 32/45 HP.

## Storia e profilo
All'inizio del XX secolo, la Neckarsulmer Fahrradwerke AG era dedita già da alcuni anni alla produzione di motociclette, un settore nel quale, tra l'altro, stava ottenendo un gran successo. Per questo, di lì a non molto fu inevitabile la tentazione di spiccare il grande salto nel mondo dell'industria automobilistica, che in quel periodo già cominciava a contare alcune aziende di rilievo, come la DMG, e la Benz, ecc, solo per citare alcune fra quelle tedesche. Ma mentre queste ultime avevano alle spalle un discreto bagaglio tecnologico che consentiva loro di progettare e realizzare per intero le loro vetture, la Neckarsulmer (come veniva chiamata per brevità) non disponeva ancora delle conoscenze e della tecnologia necessarie per la realizzazione, ad esempio, di un vero e proprio telaio automobilistico. Nel 1889 aveva permesso alla DMG di realizzare una vettura, la Stahlradwagen, che poi venne anche esposta alla Exposition Universelle di Parigi, ma il telaio realizzato in quel periodo dalla Neckarsulmer era più affine a quello di una bicicletta che non a quello di una vera e propria autovettura.
Per questo, se la Neckarsulmer voleva debuttare nel mercato automobilistico, avrebbe dovuto affidarsi inizialmente ad una produzione su licenza, avrebbe dovuto acquisire i diritti di riprodurre un progetto già esistente. L'azienda di Neckarsulm trovò un partner ideale nella Pipe, una Casa automobilistica belga in attività da pochi anni, ma che già aveva raccolto una notevole quantità di consensi, attirando così l'attenzione dei vertici della Neckarsulmer. Nell'autunno del 1905 fu stipulato un contratto fra le due aziende, attraverso il quale la Neckarsulmer acquisì i diritti di fabbricazione di alcuni modelli della Pipe.
Il primo fra questi modelli fu la 18/28 HP, i cui primi esemplari furono assemblati alla fine del 1905, ma la cui presentazione ufficiale avvenne al Salone di Berlino del 1906, tenutosi fra il 3 ed il 18 febbraio. Quasi in contemporanea vi fu anche l'arrivo di un modello di fascia superiore, la 35/50 HP.

### Caratteristiche
Come la totalità delle autovetture prodotte nei primi due decenni del Novecento, anche la Neckarsulmer-Pipe 35/50 HP (o NSU-Pipe 35/50 HP) nasceva su di un telaio a longheroni e traverse in acciaio con passo di 3.44 metri e con sospensioni ad assale rigido con quattro balestre. L'impianto frenante era invece a due tamburi agenti unicamente sulle ruote posteriori. Il motore era un'unità a 4 cilindri da ben 8302 cm³ (alesaggio e corsa pari a 135 x 145 mm), caratterizzato dal fatto di possedere già all'epoca uno schema di distribuzione a valvole in testa. Quest'ultima soluzione fu una delle particolarità risalenti al progetto originario della Pipe. La potenza massima era di 50 CV a 1200 giri/min, un valore che consentiva alla vettura di raggiungere una velocità massima di 80 km/h. La trasmissione era a catena ed il cambio era a 4 marce.
La 35/50 HP era ordinabile in tre varianti di carrozzeria, ossia limousine, landaulet o double phaeton.

### Carriera commerciale del modello
Per gran parte del 1906, la vettura è stata prodotta senza particolari aggiornamenti, ma negli ultimi mesi entrò in vigore una legge che andò a modificare la classificazione fiscale delle autovetture. Così, per adeguarsi a tale legge, la denominazione del modello fu mutata in 32/45 HP. La potenza massima rimase però ferma a 50 CV. Purtroppo, fin dall'inizio, la 32/45 HP non ottenne che scarsi consensi dal punto di vista delle vendite, al contrario della "sorella minore", la contemporanea 15/24 HP, anch'essa prodotta dietro licenza della Pipe, e che nonostante fosse anch'essa un modello destinato a pochi, riuscì ad avere maggior fortuna dal punto di vista commerciale.
Per questo, la produzione della 32/45 HP cessò nel 1908: tale modello, assieme alla contemporanea 15/24 HP, fu sostituito da un modello intermedio denominato 25/40 HP. Al termine della sua breve e sfortunata carriera, la 32/45 HP raggiunse un prezzo di vendita pari a ben 22.160 marchi, un prezzo che all'epoca corrispondeva più o meno al doppio di una casa indipendente a due piani.